# Яншихово-Норваське сільське поселення
Янши́хово-Норва́ське сільське поселення (рос. Яншихово-Норвашское сельское поселение) — муніципальне утворення у складі Янтіковського району Чувашії, Росія. Адміністративний центр — село Яншихово-Норваші.
Станом на 2002 рік до складу Яншихово-Норваської сільської ради входило також село Руські Норваші, яке пізніше було передано до складу Янтіковського сільського поселення.

## Населення
Населення — 1219 осіб (2019, 1403 у 2010, 1667 у 2002).

## Склад
До складу поселення входять такі населені пункти:
| Населений пункт        | Населення, осіб (2002) | Населення, осіб (2010) |
| ---------------------- | ---------------------- | ---------------------- |
| Норваш-Кішки, присілок | 197                    | 162                    |
| Яншихово-Норваші, село | 1470                   | 1241                   |